# Coby Dietrick
Coby Joseph Dietrick (Riverside, California, 23 de julio de 1948) es un exjugador de baloncesto estadounidense que disputó siete temporadas en la NBA, seis en la ABA, además de jugar en la liga italiana. Con 2,08 metros de estatura, jugaba en la posición de ala-pívot.

## Trayectoria deportiva

### Universidad
Jugó durante tres temporadas con los Spartans de la Universidad Estatal de San José, en las que promedió 16,3 puntos y 10,5 rebotes por partido. En 1969 fue incluido en el segundo mejor quinteto de la West Coast Conference, y al año siguiente de la Pacific Coast Athletic Association.

### Profesional
Fue elegido en el puesto 155 del Draft de la NBA de 1970 por San Francisco Warriors, y también por los Memphis Pros en la sexta ronda del draft de la ABA, fichando por estos últimos. Jugó una temporada, en la cual fue uno de los jugadores menos utilizados del equipo, promediando 3,9 puntos y 3,1 rebotes por partido.
Tras pasar una temporada prácticamente en blanco, en 1972 ficha como agente libre por los Dallas Chaparrals, que al año siguiente se convertirían en los San Antonio Spurs. Allí jugó siete temporadas, como suplente primero de Rich Jones y posteriormente de Billy Paultz, viviendo el paso de la ABA a la NBA. Fue precisamente su primera temporada en su nueva competición la más destacada de esta época, promediando 8,4 puntos y 4,5 rebotes por partido.
En 1979 se convierte en agente libre, negociando su traspaso a Chicago Bulls, recibiendo los Spurs como compensación a Tate Armstrong. En su primera temporada en los Bulls, actuando como sexto hombre, promedió 6,9 puntos y 4,6 rebotes por partido. En 1982 jugó un par de meses en el Bic Trieste de la liga italiana, promediando 15,1 puntos y 6,8 rebotes por partido, regresando posteriormente a los Spurs, donde con 34 años jugaría 8 últimos partidos antes de retirarse definitivamente.

## Estadísticas de su carrera en la ABA y la NBA

### Temporada regular
| Temporada | Edad | Equipo            | Liga  | P   | TIT | MIN  | TC  | TCA | %TC  | 3P  | 3PA | %3P  | TL  | TLA | %TL  | R.OF. | R.DEF. | REB | ASIS | ROB | TAP | PER | FP  | PTS |
| 1970-71   | 22   | Memphis Pros      | ABA   | 37  |     | 9.6  | 1.6 | 4.3 | .381 | 0.0 | 0.0 | .000 | 0.6 | 0.9 | .618 | 1.1   | 2.0    | 3.1 | 0.9  |     |     | 1.0 | 1.5 | 3.9 |
| 1971-72   | 23   | Memphis Pros      | ABA   | 1   |     | 9.0  | 1.0 | 2.0 | .500 | 0.0 | 0.0 |      | 0.0 | 2.0 | .000 | 3.0   | 4.0    | 7.0 | 1.0  |     |     | 1.0 | 1.0 | 2.0 |
| 1972-73   | 24   | Dallas Chaparrals | ABA   | 77  |     | 17.5 | 2.7 | 6.4 | .419 | 0.0 | 0.0 |      | 1.2 | 1.8 | .691 | 1.7   | 3.2    | 4.9 | 1.8  |     | 1.1 | 1.2 | 2.9 | 6.6 |
| 1973-74   | 25   | San Antonio Spurs | ABA   | 84  |     | 25.5 | 3.0 | 6.8 | .441 | 0.0 | 0.0 | .000 | 1.0 | 1.4 | .711 | 2.4   | 4.0    | 6.3 | 3.0  | 1.1 | 0.6 | 1.8 | 3.4 | 6.9 |
| 1974-75   | 26   | San Antonio Spurs | ABA   | 82  |     | 21.0 | 2.7 | 5.4 | .500 | 0.0 | 0.0 | .500 | 0.9 | 1.2 | .768 | 2.3   | 4.1    | 6.4 | 2.0  | 1.0 | 0.7 | 1.4 | 3.2 | 6.4 |
| 1975-76   | 27   | San Antonio Spurs | ABA   | 81  |     | 18.1 | 2.5 | 5.0 | .496 | 0.0 | 0.1 | .143 | 0.8 | 1.0 | .829 | 1.3   | 3.0    | 4.3 | 2.0  | 0.8 | 0.5 | 1.4 | 3.2 | 5.8 |
| 1976-77   | 28   | San Antonio Spurs | NBA   | 82  |     | 21.6 | 3.5 | 7.6 | .460 |     |     |      | 1.5 | 2.0 | .717 | 1.4   | 3.2    | 4.5 | 1.8  | 1.1 | 0.7 |     | 3.3 | 8.4 |
| 1977-78   | 29   | San Antonio Spurs | NBA   | 79  |     | 23.7 | 3.2 | 6.9 | .460 |     |     |      | 1.1 | 1.4 | .781 | 0.9   | 3.6    | 4.5 | 2.7  | 1.0 | 0.7 | 1.8 | 2.9 | 7.5 |
| 1978-79   | 30   | San Antonio Spurs | NBA   | 76  |     | 19.6 | 2.8 | 5.3 | .523 |     |     |      | 1.0 | 1.3 | .798 | 1.2   | 3.0    | 4.1 | 2.6  | 0.9 | 0.5 | 1.2 | 2.7 | 6.5 |
| 1979-80   | 31   | Chicago Bulls     | NBA   | 79  |     | 23.2 | 2.9 | 6.3 | .454 | 0.0 | 0.1 | .111 | 1.1 | 1.5 | .763 | 1.3   | 3.3    | 4.6 | 2.7  | 1.1 | 0.6 | 1.4 | 2.9 | 6.9 |
| 1980-81   | 32   | Chicago Bulls     | NBA   | 82  |     | 15.2 | 1.8 | 3.9 | .456 | 0.0 | 0.1 | .333 | 0.9 | 1.4 | .694 | 1.0   | 2.3    | 3.2 | 1.4  | 0.6 | 0.6 | 1.1 | 2.1 | 4.5 |
| 1981-82   | 33   | Chicago Bulls     | NBA   | 74  | 0   | 13.5 | 1.2 | 2.7 | .460 | 0.0 | 0.0 | .000 | 0.5 | 0.7 | .704 | 0.9   | 1.7    | 2.5 | 1.2  | 0.7 | 0.4 | 0.6 | 1.8 | 3.0 |
| 1982-83   | 34   | San Antonio Spurs | NBA   | 8   | 0   | 4.3  | 0.1 | 0.6 | .200 | 0.0 | 0.0 |      | 0.0 | 0.3 | .000 | 0.3   | 0.8    | 1.0 | 0.8  | 0.1 | 0.0 | 0.1 | 0.8 | 0.3 |
| Total     |      |                   | TOTAL | 842 | 0   | 19.3 | 2.6 | 5.5 | .462 | 0.0 | 0.1 | .194 | 1.0 | 1.3 | .735 | 1.4   | 3.1    | 4.5 | 2.1  | 0.9 | 0.6 | 1.3 | 2.8 | 6.1 |
|           |      |                   | NBA   | 480 | 0   | 19.3 | 2.5 | 5.4 | .468 | 0.0 | 0.1 | .188 | 1.0 | 1.4 | .741 | 1.1   | 2.8    | 3.9 | 2.1  | 0.9 | 0.6 | 1.2 | 2.6 | 6.1 |
|           |      |                   | ABA   | 362 |     | 19.5 | 2.6 | 5.7 | .455 | 0.0 | 0.0 | .200 | 0.9 | 1.3 | .728 | 1.9   | 3.4    | 5.3 | 2.1  | 1.0 | 0.7 | 1.4 | 3.0 | 6.1 |

### Playoffs
| Temp.   | Edad | Equipo            | Liga  | P  | MIN  | TCA | TC  | 3PA | 3P | TLA | TL | R.OF. | REB | ASIS | ROB | TAP | PER | FP  | PTS | %TC  | %3P  | %FT   | MIN  | PTS  | REB | AST |
| 1970-71 | 22   | Memphis Pros      | ABA   | 2  | 10   | 1   | 4   | 0   | 0  | 2   | 2  | 2     | 3   | 1    |     |     | 0   | 0   | 4   | .250 |      | 1.000 | 5.0  | 2.0  | 1.5 | 0.5 |
| 1973-74 | 25   | San Antonio Spurs | ABA   | 7  | 129  | 13  | 25  | 0   | 2  | 8   | 12 | 7     | 27  | 8    | 2   | 7   | 7   | 17  | 34  | .520 | .000 | .667  | 18.4 | 4.9  | 3.9 | 1.1 |
| 1974-75 | 26   | San Antonio Spurs | ABA   | 6  | 187  | 30  | 49  | 0   | 2  | 9   | 11 | 12    | 40  | 22   | 6   | 7   | 14  | 26  | 69  | .612 | .000 | .818  | 31.2 | 11.5 | 6.7 | 3.7 |
| 1975-76 | 27   | San Antonio Spurs | ABA   | 7  | 208  | 27  | 55  | 0   | 0  | 8   | 13 | 16    | 41  | 15   | 7   | 6   | 17  | 28  | 62  | .491 |      | .615  | 29.7 | 8.9  | 5.9 | 2.1 |
| 1976-77 | 28   | San Antonio Spurs | NBA   | 2  | 64   | 12  | 23  |     |    | 2   | 6  | 4     | 9   | 5    | 1   | 0   |     | 4   | 26  | .522 |      | .333  | 32.0 | 13.0 | 4.5 | 2.5 |
| 1977-78 | 29   | San Antonio Spurs | NBA   | 6  | 96   | 14  | 27  |     |    | 1   | 2  | 8     | 25  | 4    | 5   | 5   | 9   | 18  | 29  | .519 |      | .500  | 16.0 | 4.8  | 4.2 | 0.7 |
| 1978-79 | 30   | San Antonio Spurs | NBA   | 14 | 281  | 39  | 88  |     |    | 4   | 8  | 26    | 65  | 26   | 12  | 3   | 18  | 41  | 82  | .443 |      | .500  | 20.1 | 5.9  | 4.6 | 1.9 |
| 1980-81 | 32   | Chicago Bulls     | NBA   | 6  | 81   | 8   | 26  | 0   | 3  | 3   | 4  | 3     | 15  | 4    | 2   | 3   | 2   | 19  | 19  | .308 | .000 | .750  | 13.5 | 3.2  | 2.5 | 0.7 |
| Total   |      |                   | TOTAL | 50 | 1056 | 144 | 297 | 0   | 7  | 37  | 58 | 78    | 225 | 85   | 35  | 31  | 67  | 153 | 325 | .485 | .000 | .638  | 21.1 | 6.5  | 4.5 | 1.7 |
|         |      |                   | NBA   | 28 | 522  | 73  | 164 | 0   | 3  | 10  | 20 | 41    | 114 | 39   | 20  | 11  | 29  | 82  | 156 | .445 | .000 | .500  | 18.6 | 5.6  | 4.1 | 1.4 |
|         |      |                   | ABA   | 22 | 534  | 71  | 133 | 0   | 4  | 27  | 38 | 37    | 111 | 46   | 15  | 20  | 38  | 71  | 169 | .534 | .000 | .711  | 24.3 | 7.7  | 5.0 | 2.1 |